# 前川誠郎
前川 誠郎（まえかわ せいろう、1920年〈大正9年〉2月23日 - 2010年〈平成22年〉1月15日）は、日本の美術史家。東京大学名誉教授。

## 人物
京都府京都市生まれ。
1944年東京帝国大学文学部美学美術史学科卒。
旧制第三高等学校教授、京都帝国大学、九州大学助教授を勤め、1970年東京大学文学部助教授、1971年教授、1980年定年退官、名誉教授、国立西洋美術館長。1990年新潟県立近代美術館長。1991年春、勲二等瑞宝章受勲。
ミュンヘンの中央美術史研究所において研究し、デューラーおよびネーデルラント等の北方ルネサンスの美術に業績があり、1975年以来ライヘナウの修道院聖堂の実地調査を行った。1986年に、旧西ドイツ政府から、ゲーテメダルを受けている。1993年、フランス芸術文化勲章オフィシエを受章。
長男の前川眞一は東京工業大学名誉教授、次男の前川喜久雄は国立国語研究所名誉教授。
2010年1月15日、心不全のために逝去。89歳没。

## 著書
- デューラー 岩崎美術社「美術家評伝双書」, 1970
- デューラー 人と作品 講談社 1990
- <中世の秋>の絵画 美術史小論集 中央公論美術出版, 1991
- 西からの音 音楽と美術 彩流社, 1998
  - 美術史家の音楽回廊 グラフ社, 2006。増訂版
  - 西洋音楽史を聴く バロック・クラシック・ロマン派の本質 講談社学術文庫, 2019。再訂版
- 日本の美術と世界の美術 中央公論美術出版, 2006

## 監修
以下は柳宗玄・高階秀爾 共同責任編集
- かたちの誕生（岩波美術館 歴史館 第1室） 岩波書店（全12冊）, 2002
- 太陽王国の遺産（岩波美術館 歴史館 第2室） 岩波書店, 2002
- 美神の世界 エーゲ海とギリシア・ローマ（岩波美術館 歴史館 第3室） 岩波書店, 2002
- 神の国とひとの国（岩波美術館 歴史館 第4室） 岩波書店, 2002
- 日本のかたちと美（岩波美術館 歴史館 第8室） 岩波書店, 2002
- ひとと自然へのめざめ ルネサンス（岩波美術館 歴史館 第9室） 岩波書店, 2002
- ものがたり（岩波美術館 テーマ館 第7室） 岩波書店（全12冊）, 2003
- 山と水（岩波美術館 テーマ館 第8室） 岩波書店, 2003
- 建てものとまち（岩波美術館 テーマ館 第10室） 岩波書店, 2004

## 編著・共著
- 美術史・美術論 日本と西洋の美術を考える 町田甲一 旺文社, 1979
- 新百花譜百選 木下杢太郎 岩波書店, 2001ほか。岩波文庫, 2007
- デューラーの素描 岩崎美術社, 1972（双書版画と素描） 新版1986
- デューラー 黙示録 新潮社, 1982 監修

## 翻訳
- 北方ルネサンスの美術 オットー・ベネシュ 勝国興・下村耕史共訳 岩崎美術社, 1971
- イタリア・ルネッサンス ルートヴィヒ・ハインリヒ・ハイデンライヒ 新潮社, 1975
- 美術への洞察 オットー・ペヒト 越宏一共訳 岩波書店, 1982
- デューラー フェディア・アンツェレフスキー 勝国興共訳 岩波書店, 1982
- ネーデルラント旅日記 デューラー 朝日新聞社, 1996。岩波文庫, 2007
- デューラーの手紙 中央公論美術出版, 1999。岩波文庫, 2009

## 記念論集
- 美の司祭と巫女 前川誠郎先生記念論集刊行会 中央公論美術出版, 1992